# Marais et tourbières du Valdo et de Baglietto
Marais et tourbières du Valdo et de Baglietto este o arie protejată (sit de importanță comunitară — SCI) din Franța întinsă pe o suprafață de 111 ha, integral pe uscat.

## Localizare
Centrul sitului Marais et tourbières du Valdo et de Baglietto este situat la coordonatele 42°28′36″N 9°10′29″E / 42.47667°N 9.17472°E.

## Înființare
Situl Marais et tourbières du Valdo et de Baglietto a fost declarat arie specială de conservare în baza directivei 92/43 din 1992 referitoare la conservarea habitatelor naturale și a faunei și florei sălbatice pentru a proteja 1 specie de plante și 7 specii de animale.

## Biodiversitate
Situată în ecoregiunea mediteraneană, aria protejată conține 7 habitate naturale: Cursuri de apă de la nivel de câmpie la nivel montan, cu vegetație Ranunculion fluitantis și Callitricho-Batrachion, Pajiști umede mediteraneene cu ierburi înalte de Molinio-Holoschoenion, Galerii de Salix alba și de Populus alba, Păduri de Quercus ilex și Quercus rotundifolia, Turbării active, Râuri mediteraneene cu debit intermitent, cu specii de Paspalo-Agrostidion, Păduri de pin mediteraneene cu pini mezogeni endemici.
La baza desemnării sitului se află mai multe specii protejate:
- plante (1): moșișoare (Liparis loeselii)
- amfibieni (1): Discoglossus sardus
- mamifere (3): liliac cârn (Barbastella barbastellus), Cervus elaphus corsicanus, liliac comun (Myotis myotis)
- pești (1): salmo cettii (Salmo cetti)
- reptile (2): țestoasa de baltă (Emys orbicularis), țestoasă bănățeană (Testudo hermanni)

Pe lângă speciile protejate, pe teritoriul sitului au mai fost identificate 8 specii de plante, 8 specii de mamifere.